# Ivar Martinsen
Karl Ivar Martinsen (Løten, 8 december 1920 – Stange, 24 september 2018) was een schaatser uit Noorwegen.
Door de afwezigheid van internationale kampioenschappen tijdens de Tweede Wereldoorlog debuteert Martinsen op latere leeftijd op een internationaal toernooi. Bij het onofficiële WK Allround in 1946 in Oslo wordt Martinsen twaalfde. Twee jaar later behaalt hij dezelfde klassering op het EK Allround, nu voor eigen publiek in Hamar.
Martinsens beste jaren zijn 1952 en 1953. In die jaren behaalt hij twee bronzen medailles, allebei op de ijsbaan van Hamar. Bij het WK Allround van 1952 wordt hij derde achter landgenoot en kampioen Hjalmar Andersen en de Fin Lassi Parkkinen. Een jaar later bij het EK Allround wordt hij derde achter de eerste Nederlandse Europees kampioen Kees Broekman en Broekmans landgenoot Wim van der Voort.
Martinsen nam tweemaal deel aan de Olympische Winterspelen (in 1948 en 1952). Beide keren alleen op de 1500 meter, in 1948 eindigde hij als zestiende en in 1952 als achtste.
Hij werd 97 jaar oud.

## Resultaten
| Jaar | EK Allround | WK Allround | Olympische Spelen |
| ---- | ----------- | ----------- | ----------------- |
| 1946 |             | *           |                   |
| 1948 | 12e         |             | 16e 1500m         |
| 1949 |             |             |                   |
| 1950 |             | 6e          |                   |
| 1951 |             |             |                   |
| 1952 | 7e          | Brons       | 8e 1500m          |
| 1953 | Brons       | 9e          |                   |
| 1954 |             | 10e         |                   |

* onofficiële WK Allround

### Medaillespiegel
| Kampioenschap | Goud · | Zilver · | Brons · |
| ------------- | ------ | -------- | ------- |
| EK Allround   | 0      | 0        | 1       |
| WK Allround   | 0      | 0        | 1       |